# Andūhjerd
Andūhjerd (persiska: اندوهجرد) är en ort i Iran.   Den ligger i provinsen Kerman, i den östra delen av landet, 900 km sydost om huvudstaden Teheran. Andūhjerd ligger 849 meter över havet och antalet invånare är 2 853.
Terrängen runt Andūhjerd är kuperad åt nordväst, men åt sydost är den platt. Runt Andūhjerd är det glesbefolkat, med 13 invånare per kvadratkilometer. Andūhjerd är det största samhället i trakten. Trakten runt Andūhjerd är ofruktbar med lite eller ingen växtlighet.